# 目黒真希
目黒 真希（めぐろ まき、1972年7月27日 - ）は、日本の女性モデル、女優。
宮城県出身。モデルとしてデビューした後、2002年制作・2003年8月公開の映画『こぼれる月』で女優デビューする（公開は2003年制作・同年4月公開の『烈風 ACTION!?』のほうが先であるが、制作は『こぼれる月』のほうが早かった）。モデル事務所のイプシロンに所属。

## モデル活動

### ショー
- 東京コレクション（1994年 - 2002年）

### スチール
- ユニクロ（2003年、ファーストリテイリング） - パンフレット
- éclat（2012年、集英社）
- 三越伊勢丹（2013年） - カタログ
- Brillage（2013年、スクロール） - カタログ
- おとなスタイル（講談社）
- GLOW（宝島社）

## 出演

### CM
- ナチュレ（2001年、雪印乳業）
- ブラザーミシン（2002年、ブラザー工業）
- 504iシリーズ（2002年、NTTドコモ九州）
- 角松敏生 new album INCARNATIO（2002年、BMGファンハウス）
- ハンディカム（2003年、ソニー）
- Ms.Biore（2003年、花王）
- セレブレイトスーツ（2003年、AEON）[5]
- ドラマソング・コンピレーションアルバム Sweet -for emotional memories-（2003年、東芝EMI）[5]
- ラヴ・ソング・コンピレーションアルバム Heart（2003年、東芝EMI）
- イオンのカジュアル（2004年、AEON）
- システムバス（2004年、トステム）
- レディススーツ（2004年、AEON）[5]
- ニッケル水素電池（2004年、三洋電機）
- トリロジー（2004年、デロイトトーマツコンサルティング）
- 生涯設計（2005年、第一生命）
- 八月の虹（2006年、Green Film Project: 電通/TBS）
- 置けちゃうビッグ（2006年、東芝）[5]
- キッチンマジックリン 消臭プラス（2007年、花王）
- ミツカン（2012年）

### 映画
- 烈風 ACTION!?（2003年） - 姫 役[6]
- こぼれる月（2003年） - あかね 役[7]
- 自殺マニュアル（2003年）
- 監督感染 終着駅の次の駅（2003年）
- 最後の恋、初めての恋（2003年）
- eiko（2004年）
- かんぬきがわ（2004年）
- キスとキズ（2004年）
- 下弦の月〜ラスト・クォーター（2004年）
- アニムスアニマ（2005年） - ミキ 役[8]
- 即興戯作倶楽部（2005年）
- ハサミ男（2005年）
- 青空のゆくえ（2005年） - 勝也の母 役[9]
- 鍵がない（2005年） - 磯部典子 役[10]
- colors（2005年） - 果穂 役[11]
- コワイ女（2006年） - 『うけつぐもの』主演・菱川冴子 役[12]
- きみにしか聞こえない（2006年）
- 島だって夢をみる（2008年[注釈 1]）
- はじめての家出（2009年）
- エレファントラヴ（2010年）
- 川の底からこんにちは（2010年） - 腸内洗浄スタッフ 役[13]
- 君と歩こう（2010年） - 主演・田中明美 役[14]
- 幸子の不細工な天使たち（2010年）
- 裁判長!ここは懲役4年でどうすか（2010年） - 主人公の妻 役
- ロック 〜わんこの島〜（2011年）
- ハラがコレなんで（2011年）
- うきしま（2011年）[15]
- ぱいかじ南海作戦（2012年） - 佐和子（主人公・佐々木の元妻） 役
- 過ぐる日のやまねこ（2014年） - バーの店長 役
- ぼくたちの家族（2014年）
- 日本零年 フクシマからの風 第二章（2015年[注釈 1]） - 咲子の姉 役[16]
- マジックユートピア（2016年）

### テレビドラマ
- ボーイッシュ・ジェネレーション（2003年、CS日本）
- 恋する日曜日 ニュータイプ 第2話（2006年10月14日[注釈 2]、BS-i）
- ハイビジョン特集 渋谷でチョウを追って〜動物行動学者・日高敏隆のまなざし〜（2008年9月23日、NHK BShi）
- チェイス〜国税査察官〜（2010年、NHK）
- パーフェクト・リポート 第2話（2010年10月24日、フジテレビ） - 向田凛子 役
- 孤独のグルメ (テレビ東京)
  - Season1 第4話（2012年1月25日） - 小雪 役
  - Season6 第9話（2017年6月10日） - 小雪(回想出演) 役
- Friend-Ship Project ～タクのタクシー～（2012年3月31日、テレビ東京）
- おかしの家 第3話（2015年11月4日、TBS）

### テレビアニメ
- 攻殻機動隊 S.A.C. 2nd GIG（2004年、スカパー・ブロードキャスティング）

### プロモーションビデオ
- バニラ（2004年[注釈 3]、サンタラ）
- 僕らは静かに消えていく（2004年、山崎まさよし）
- 愛に来て（2007年[注釈 4]、斉藤和義）
- I love you & I need you ふくしま（2011年、猪苗代湖ズ）